# Montaigut-en-Combraille
 Montaigut-en-Combraille  es una población y comuna francesa, situada en la región de Auvernia, departamento de Puy-de-Dôme, en el distrito de Riom y cantón de Montaigut.

## Historia
La comuna se denominó Montaigut hasta el 31 de diciembre de 2022.

## Demografía
| 1657 | 1460 | 1434 | 1442 | 1421 | 1620 | 1652 | 1675 | 1641 | 1624 | 1700 | 1710 | 1749 | 1793 | 1855 | 1830 | 1915 | 1881 | 1886 | 1838 | 1786 | 1658 | 1639 | 1563 | 1498 | 1562 | 1708 | 1744 | 1665 | 1547 | 1476 | 1235 | 1129 | 1075 | 1027 |
| Para los censos de 1962 a 1999 la población legal corresponde a la población sin duplicidades (Fuente: INSEE [Consultar]) |      |      |      |      |      |      |      |      |      |      |      |      |      |      |      |      |      |      |      |      |      |      |      |      |      |      |      |      |      |      |      |      |      |      |